# Jednostranačka država
Jednostranačka država je država u kojoj samo jedna stranka ima vlast. Ostale stranke su suzbijene, natjerane da rade na ilegalan način ili na nasilan način potpuno raspuštene.
Također postoje države u kojima formalno postoje moderne demokratske institucije, uključujući višestranačje, ali se one zbog dugotrajne dominacije jedne stranke smatraju jednostranačkim državama. Jedan od takvih primjera je Meksiko, koji je od 1929. do 2000. bio pod vlašću stranke PRI.
Jednostranačke države se tradicionalno vezuju uz totalitarne pokrete 20. stoljeća kao što su fašizam i komunizam - zapravo je totalitarizam nastao i do danas egzistira jedino u jednostranačkim državama - a nešto kasnije su nastale u brojnim zemljama Afrike i Azije zato što su tijekom procesa dekolonizacije vlast preuzeli nacionalistički pokreti za oslobođenje.
Kao prednost jednostranačkih sistema najčešće se navodi veća politička stabilnost u odnosu na višestranačje, kao i veća mogućnost provođenja revolucionarnih društvenih i ekonomskih reformi. Kao mane su netransparetnost i neodgovornost prema građanima, kao i daleko veća sklonost korupciji te nesklonost uvođenju novih ideja.